# Кадамское сельское поселение
Кадамское се́льское поселе́ние — упразднённое муниципальное образование в Советском районе Марий Эл Российской Федерации.
Административный центр — деревня Васлеево.

## История
Статус и границы сельского поселения установлены Законом Республики Марий Эл от 18 июня 2004 года № 15-З «О статусе, границах и составе муниципальных районов, городских округов в Республике Марий Эл».
Состав сельского поселения установлен Законом Республики Марий Эл от 28 декабря 2004 года № 62-З «О составе и границах сельских, городских поселений в Республике Марий Эл».
Закон Республики Марий Эл от 01 апреля 2009 года № 16-З «О преобразовании некоторых муниципальных образований в Республике Марий Эл и внесении изменений в отдельные законодательные акты Республики Марий Эл»:

## Состав сельского поселения
| №  | Населённый пункт | Тип населённого пункта          | Население |
| -- | ---------------- | ------------------------------- | --------- |
| 1  | Васлеево         | деревня, административный центр | 55        |
| 2  | Верхний Кадам    | деревня                         | 139       |
| 3  | Кислицино        | деревня                         | 0         |
| 4  | Кордемтюр        | деревня                         | 143       |
| 5  | Липовцы          | деревня                         | 0         |
| 6  | Логанер          | деревня                         | 13        |
| 7  | Малый Кадам      | деревня                         | 98        |
| 8  | Неделька         | деревня                         | 0         |
| 9  | Русский Кадам    | деревня                         | 97        |
| 10 | Средний Кадам    | деревня                         | 502       |
| 11 | Шанешкино        | деревня                         | 42        |